# Histrier
Die Histrier oder Istrier (lat. Histrii) waren ein antiker Volksstamm, der die Halbinsel Istrien (lat. Histria) und die nördlich angrenzenden Landstriche bewohnte. 177 v. Chr. wurde ihr Gebiet vom römischen Heer erobert und in das Imperium eingegliedert.

## Siedlungsgebiet
Das Gebiet der Istrier umfasste die nach ihnen benannte Halbinsel, reichte aber zumindest zeitweise darüber hinaus. Archäologen fanden istrische Artefakte auch im Gebiet von Triest und westlich davon, ebenso im südlichen Teil der Krain. Im Westen grenzte das Gebiet der Istrier an das der Veneter, im Norden waren ihre Nachbarn keltische Stämme, im Nordosten die Iapoden und irgendwo zwischen den heutigen Ortschaften Opatija und Rijeka stieß das istrische Gebiet an das Territorium der Liburner. Für die Zeit um 200 v. Chr. weiß der römische Historiker Titus Livius von drei Städten (oppida) der Istrier zu berichten: Nesactium, die im Süden der Halbinsel gelegene Hauptstadt, außerdem Mutilla und Faveria. Nesactium, das später auch eine bedeutende römische Siedlung war, ist archäologisch gut erforscht. Es liegt bei der heutigen Ortschaft Vizače/Valtura 10 Kilometer östlich von Pula.
Livius bezeichnet die „Illyrii Liburnique et Histri“ als „gentes ferae et magna ex parte latrociniis maritimis infames“ (Liber 10, 2).

## Sprache
Die Sprache der Istrier ist weitgehend unbekannt, es sind nur wenige Toponyme und einige Personennamen überliefert. Aufgrund des wenigen Materials wollen einige Forscher eine enge sprachliche Verwandtschaft mit den Venetern erkennen, andere wiederum mit den illyrischen Liburnern. Relativ sicher scheint, dass die Istrier nicht zu den keltischen Völkern gehörten.

## Geschichte

### Vorrömische Zeit
Istrien lag am Rand der griechischen Welt. Die Griechen legten in dieser Region nur einige wenige kleine Handelsstützpunkte an, so z. B. Aegida (bei Koper) und Emonia (heute Novigrad). Die Istrier hatten zu dieser Zeit aber recht intensive Handelsbeziehungen zu den Griechen, wie sich durch zahlreiche Funde griechischer Keramik belegen lässt.
An der Wende vom 5. zum 4. Jahrhundert v. Chr. fielen keltische Stämme nach Istrien ein. Sie konnten aber entweder zurückgeschlagen oder von der einheimischen Bevölkerung integriert werden, denn die Kultur der Istrier setzt sich bruchlos fort.

### Erster Konflikt mit den Römern (221 v. Chr.)
In der zweiten Hälfte des 3. Jahrhunderts v. Chr. tauchen die Istrier erstmals in der schriftlichen Überlieferung auf. Dies hängt mit der Expansion der Römer nördlich des Pos zusammen, wodurch auch die Halbinsel Istrien zum Interessensgebiet Roms wurde. Die antiken Schriftsteller bezeichneten die Istrier als geschickte Seefahrer und als gefürchtete Piraten, ein Stereotyp, das sie fast allen illyrischen Völkerschaften an der östlichen Adriaküste beigaben, sei es zu Recht oder zu Unrecht. Jedenfalls waren Piratenaktivitäten der Istrier die Begründung der Römer, als sie nach der Eroberung Venetiens 221 v. Chr. einen Kriegszug auf die Halbinsel Istrien unternahmen. Rom siegte binnen kurzem, verzichtete aber auf die Besetzung Istriens. In jener Zeit scheute der Senat noch vor Eroberungen östlich der Adria zurück und versuchte jene Gebiete indirekt zu kontrollieren. Es wird angenommen, dass die Römer bei ihrem Kriegszug eine wichtige istrische Küstenfestung an der Stelle zerstörten, an der sie 150 Jahre später die Kolonie Pola gründeten.

### Kampf um Aquileia (181 v. Chr.), Unterwerfung (ab 178 v. Chr.)
Um ihre Eroberungen im Norden zu schützen, legten die Römer die Kolonie Aquileia an. Die Istrier sahen diese Gründung als Bedrohung ihrer Unabhängigkeit an und versuchten die neue Stadt 181 v. Chr. zu zerstören, wurden aber zurückgeschlagen. Drei Jahre später entschloss sich der Senat erneut, eine Armee gegen die Istrier auszusenden, um das Problem im Nordosten ein für alle Mal zu beseitigen.
Die Istrier wurden von ihrem einzigen namentlich bekannten König, Epulo (Aepulo), angeführt. Titus Livius charakterisiert ihn als wilden harten Kämpfer, der in Istrien die Macht übernahm, als man dort die Verteidigung gegen die Römer vorbereitete. Nach einigen Anfangsschwierigkeiten konnten die Römer unter ihrem Konsul Aulus Manlius Vulso 178 v. Chr. einen vollständigen Sieg erringen. Nach einer langen Belagerung wurde schließlich die Hauptstadt Nesactium eingenommen. König Epulo und viele Istrier begingen Selbstmord, um nicht in die Hände der Römer zu fallen. Mutilla und Faveria leisteten noch einige Zeit Widerstand und wurden deshalb nach der Eroberung von den Römern dem Erdboden gleichgemacht. Der Sieg wurde in Rom mit einem zwei Tage währenden Fest begangen. Ein Großteil der istrischen Bevölkerung wurde in die Sklaverei weggeführt. 
Die Römer begannen ab 177 v. Chr. viele befestigte Stützpunkte an der Küste der Halbinsel anzulegen. Es scheint so, als seien die Istrier zu diesem Zeitpunkt noch nicht vollständig unterworfen gewesen, so dass die starke militärische Präsenz notwendig war. Römische Zivilsiedlungen (coloniae oder municipia) gab es in der Anfangsphase der römischen Herrschaft noch nicht. Bis zur Mitte des 1. Jahrhunderts v. Chr. waren es vor allem römische Kaufleute, die in Istrien aktiv waren und mit der örtlichen Bevölkerung im Schatten der Kastelle Handel trieben. (Die istrische Küste war einer der Endpunkte der aus Mitteleuropa kommenden Bernsteinstraße, der wichtigsten Handelsroute zwischen Ostsee und Adria, in deren Verlauf auch das erzreiche Noricum lag.)

### Römische Kolonisierung, Gründung Pulas (um 50 v. Chr.), Romanisierung
Als Julius Caesar 58 v. Chr. die Statthalterschaft über Gallien und Illyricum zugesprochen bekam, fiel auch Istrien in seinen Machtbereich. In dieser Zeit begann die römische Kolonisierung des Landes. Ein Drittel des Landes wurde zum Eigentum des Staates (ager publicus) erklärt und an römische Bürger ausgegeben. Dies provozierte kleinere Revolten der Istrier, derer die Römer aber schnell Herr wurden. Es begann nun die rasche Romanisierung Istriens. Um 50 v. Chr. wird Pula als römische Kolonie Pietas Iulia neu begründet. Plinius der Ältere nennt das Oppidum Nesactium in seiner Naturalis historia als municipium. Es hatte die dafür typischen Einrichtungen: Die Römer hatten Tempel und Thermen erbaut und ein Forum angelegt. Unter Augustus und Tiberius wurde Istrien eine Region Italiens. Alle freien Bewohner Istriens waren seitdem römische Bürger.
Bis in die Zeit des Prinzipats hinein blieben aber Spuren der istrischen Kultur erhalten, die die weitere Existenz dieses Volksstamms belegen. Auch viele Ortsnamen der Region lassen die istrische Herkunft noch erkennen: Triest (Tergestum), Buzet/Pinguente (Piquentum), Pićan/Pedina (Petina), Labin/Albona (Albona) und Plomin/Fianona (Flanona).
Autochthone Gottheiten wurden weiter verehrt. Die bedeutende Göttin Magna Mater Deorum – eine Statue aus dem 2. Jahrhundert nach Christus wird im Archäologischen Museum Istriens in Pula aufbewahrt – ist zum Beispiel istrischen Ursprungs.

## Antike Quellen
- Titus Livius, Ab urbe condita 6,40–41.
- Plinius der Ältere, Naturalis historia 3,19.